# Календа, Карло
Карло Календа (итал. Carlo Calenda; 9 апреля 1973, Рим) — итальянский предприниматель и политик, министр экономического развития в правительстве Ренци и в правительстве Джентилони (2016—2018).

## Биография
Родился 9 апреля 1973 года. Получил высшее юридическое образование и в 1998 году поступил на работу в Ferrari, где занимался связями с клиентами и финансовыми институтами. Позднее занимался маркетингом на итальянском спутниковом телеканале SKY. С 2004 по 2008 год Календа состоял помощником президента Итальянской конфедерации промышленности (Confindustria) Кордеро ди Монтедземоло, отвечая за международные связи. Стал политическим координатором ассоциации Italia Futura, в 2013 году пошёл на выборы в Палату депутатов по списку партии «Гражданский выбор» от первого избирательного округа в регионе Лацио, но не прошёл в парламент. 2 мая 2013 года назначен заместителем министра экономического развития в правительстве Летта, в феврале 2014 года сохранил эту должность в правительстве Ренци (в сферу его ответственности входили вопросы внешней торговли).

### Сотрудничество с Демократической партией
6 февраля 2015 года вместе с другим представителем «Гражданского выбора» в правительстве — министром образования Стефанией Джаннини объявил о переходе в Демократическую партию, но в действительности остался беспартийным.
14 февраля 2016 года президент Маттарелла принял отставку Карло Календа с должности заместителя министра экономического развития в связи с его назначением на должность постоянного представителя Италии при Европейском союзе (указ вступил в силу 18 марта 2016 года).
Двумя главными проблемами в новой должности для Карло Календа стали экономика и иммиграция. Действуя в сотрудничестве с итальянским министром экономики Пьером Карло Падоаном, он получил предложения по мерам экономического оздоровления Европы, а вместе с ведомством министра внутренних дел Анджелино Альфано выработал проект Migration Compact, в соответствии с которым предполагался выпуск новых евробондов для оказания финансовой помощи африканским странам, из которых в Европу направляются миграционные потоки.
10 мая 2016 года Карло Календа принёс присягу в качестве нового министра экономического развития Италии в правительстве Ренци.
12 декабря 2016 года вновь получил портфель министра экономического развития — в сформированном после отставки Маттео Ренци правительстве Джентилони.
6 марта 2018 года, после поражения Демократической партии на парламентских выборах, объявил о намерении вступить в её ряды, но 27 июня 2018 года опубликовал в газете «il Foglio» свой политический манифест, в котором предложил формирование широкого альянса вне современных партий и назвал в числе основных задач обеспечение безопасности Италии, защиту границ, инвестиции в преобразования, продвижение национальных интересов Италии в Евросоюзе и во всём мире, повышение образовательного уровня населения, особенно в кризисных регионах.
На европейские выборы 2019 года пошёл во главе списка «ДП — Мы европейцы» в Северо-Восточном округе Италии и был избран в Европейский парламент 9-го созыва.

### После разрыва с Демократической партией
28 августа 2019 года объявил о выходе из Демократической партии в знак протеста против коалиционных переговоров с Движением пяти звёзд в момент кризиса правительства Конте и о намерении сформировать новую политическую структуру на основе движения «Мы — европейцы».
21 ноября 2019 года Календа вместе с другим выходцем из ДП, сенатором Маттео Рикетти, объявил об учреждении социально-либеральной партии «Действие», название которой отсылает к Партии действия 1940-х годов (Календа также говорил об идейных корнях его детища в популяризме Луиджи Стурцо).
19 октября 2020 года объявил о намерении выставить свою кандидатуру на выборах мэра Рима в 2021 году. Представители партии Италия Вива его поддержали, а Демократическая партия резко осудила за раскол левоцентристского лагеря.
3-4 октября 2021 года в первом туре муниципальных выборов получил 19,8 % голосов, оставшись на третьем месте и не выйдя во второй тур (в итоге победителем стал кандидат от Демократической партии Роберто Гуальтьери).
25 сентября 2022 года на досрочных парламентских выборах Календа возглавил блок
Действие — Италия Вива, который на выборах в Сенат получил 7,7 % голосов, а сам Календа прошёл в верхнюю палату по списку от 1-го многомандатного округа на Сицилии.

## Семья
Карло Календа — сын экономиста Фабио Календа (Fabio Calenda) и режиссёра Кристины Коменчини. В 1983 году, в десятилетнем возрасте, сыграл главную роль третьеклассника Энрико Боттини в минителесериале «Сердце», поставленном его дедом Луиджи Коменчини по одноимённой книге Эдоардо Де Амичиса (сериал вышел на экраны в 1984 году). Дед по отцу — Карло Календа — представитель знатной неаполитанской семьи, был карьерным дипломатом, являлся послом Италии в ряде стран, включая Индию и Ливию, а также советником президента Алессандро Пертини. В юности Карло Календа-младший вступил в Итальянскую коммунистическую молодёжную федерацию (FGCI), но уже в шестнадцатилетнем возрасте стал отцом и на некоторое время оставил политическую активность.
По мнению ряда аналитиков, на формировании личности Карло Календы сказались семейные традиции терпимости к чужому мнению — его дед Луиджи Коменчини был протестантом-вальденсом родом из Ломбардии, а бабушка — неаполитанкой и католичкой (в одном из интервью Календа сказал, что его мать также разделяет учение вальденсов, и в 18 лет он пошёл работать, чтобы заслужить свои привилегии).
Женат на Виоланте Гуидотти Бентивольо (родилась в 1973 году в Форлимпополи в семье с аристократическими корнями, специалист по связям с общественностью), у супругов есть трое детей. В 2017 году Виоланте диагностирована лейкемия, а позднее — рак груди.